# Mihai Mihuț
Mihai Radu Mihuț (16 de marzo de 1995) es un deportista rumano que compite en lucha grecorromana. Ganó una medalla de oro en el Campeonato Europeo de Lucha de 2018, en la categoría de 63 kg.

## Palmarés internacional
| Campeonato Europeo | Campeonato Europeo | Campeonato Europeo | Campeonato Europeo |
| Año                | Lugar              | Medalla            | Categoría          |
| ------------------ | ------------------ | ------------------ | ------------------ |
| 2018               | Kaspisk (Rusia)    | Medalla de oro     | 63 kg              |